# ت ژ و
ت ژ و (به انگلیسی: TGV) نام سامانه قطار تندرو فرانسه است. این نام کوتاه شده عبارت قطار با سرعت بسیار (به فرانسوی: Train à Grand Vitesse) است. نخستین نمونه این نوع قطارها در سال ۱۹۸۱ بین پاریس و لیون بکار گرفته شد. این یکی از افتخارات فناوری کشور فرانسه است که قطار تندرو مسیر بین دو شهر بزرگ فرانسه را با سرعتی بیش از ۳۰۰ کیلومتر در ساعت طی می‌کند. ت ژ و در ۳ آوریل ۲۰۰۷ رکورد سریعترین قطار ریلی چرخ‌دار جهان را با سرعت ۵۷۴،۸ کیلومتر در ساعت شکست. این قطار همچنین سریعترین قطار موجود در جهان برای ترابری عمومی مردم پس از شینکانسن محسوب می‌شود.

## خطوط ال ژ و
«ال ژ و»ها (LGV) خطوطی هستند که سرعت بیش از ۲۵۰ کیلومتر در ساعت را امکان پذیر می‌کنند. قطارهای ت ژ و روی خطوط معمولی تا بالاترین سرعت ایمن حدود سرعت ۲۲۰ کیلومتر در ساعت نیز حرکت می‌کنند. این برای ت ژ و مزیتی است چون با این قابلیت مسافت‌های بیشتری را طی می‌کنند و همچنین به ایستگاه‌های داخل شهر نیز می‌توانند آمد و شد کنند. جدیدترین خطوط تندرو توانایی سرعت ۳۵۰ کیلومتر در ساعت را دارند.

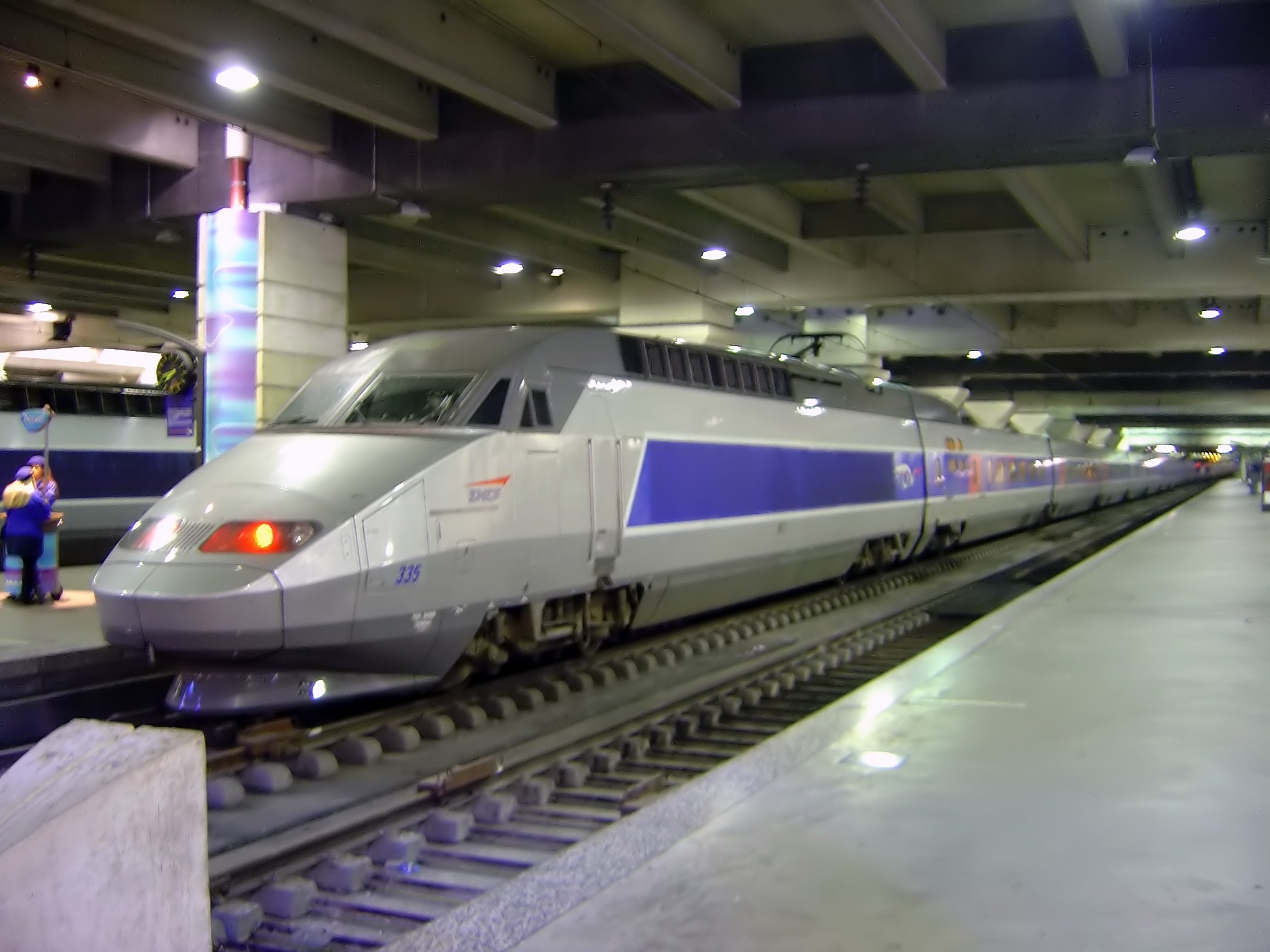
ت ژ و

## خطوط معمولی
قطارهای ت ژ و در خطوط ال ژ و با سرعت ۳۰۰ کیلومتر به بالا حرکت می‌کنند. در کشور فرانسه حدود ۲۰۰۰ کیلومتر خط ال ژ و وجود دارد. علاوه بر آن، ۵۰۰۰ کیلومتر از راه‌آهن فرانسه مسیرهایی است که هنوز دارای خطوط سریع نیستند و قطارهای ت ژ و با سرعت حدود ۲۰۰ کیلومتر بر ساعت بر آن‌ها حرکت می‌کنند. تعداد ایستگاه‌های سریع در فرانسه حدود ۲۰ و ایستگاه‌های معمولی حدود ۲۰۰ ایستگاه است.